# Polyipnus asteroides
Polyipnus asteroides es un pez que pertenece a la familia Sternoptychidae. Habita en aguas profundas del Océano Atlántico, desde el Golfo de Maine hasta el Mar Caribe y el Golfo de México. 
Se sumerge a una profundidad de 500 metros (1600 pies).